# Поистогов, Степан Павлович
Степа́н Па́влович Поисто́гов (род. 14 декабря 1986, Свердловск, СССР) — российский легкоатлет, специализирующийся в беге на 800 метров. 4-кратный чемпион России. Мастер спорта России международного класса.

## Биография
Занятия лёгкой атлетикой начал посещать с 9 лет в Екатеринбурге. Однако в 17 лет уехал учиться в Москву, из-за чего на 2 года забросил тренировки. Возобновить их ему удалось лишь после перевода в институт в Нижнем Новгороде, где его тренером стал Александр Викторович Лунёв. В 2008 году стал серебряным призёром зимнего Первенства России среди молодёжи на дистанции 800 метров с результатом 1.55,77. Уже на следующий год он добился серьёзного прогресса и неожиданно для многих поднялся на пьедестал чемпионата России в помещении. Степан лидировал большую часть дистанции, но на финише уступил Юрию Колдину и Ивану Нестерову, завоевав бронзу. Летом он впервые выступал за сборную России. Командный чемпионат Европы в португальской Лейрии сложился для него неудачно: 11-е место с результатом 1.49,56, 2 очка в копилку команды. В её составе он получил серебряную медаль за 2-е место в общем зачёте соревнований.
В 2010-м году Степан становится вторым на зимнем первенстве страны на 800 метров и в эстафете 4×800 м. Но после неудачного выступления летом он начинает готовиться к новому сезону уже под руководством Николая Владимировича Галашова в родном Екатеринбурге в клубе «Луч». Результат совместной работы оказался виден уже зимой 2011 года. Степан стал вторым на чемпионате России с личным рекордом 1.47,49, а в эстафете 4×800 м впервые завоевал звание чемпиона страны в составе сборной Москвы. Благодаря высокому результату он поехал на чемпионат Европы в помещении 2011, где не смог пробиться из предварительных забегов в полуфинал, став 14-м в итоговом протоколе (1.50,59).
В 2012 году на мемориале Владимира Куца установил личный рекорд на открытом воздухе — 1.46,02. Однако на чемпионате России в очередной раз остался за чертой призёров. Лишь через год Степану удалось стать вторым на летнем национальном первенстве вслед за Юрием Борзаковским. А наиболее удачным стал следующий сезон. На соревнованиях «Русская зима» в феврале он едва не побил рекорд России в беге на 600 метров. Его результат 1.16,08 оказался всего на 0,06 секунды хуже достижения Борзаковского. Одержал победу на чемпионате России зимой (1.46,53 — личный рекорд) и завоевал серебро летом. На мартовском чемпионате мира в помещении ему совсем немного не хватило для выхода в финал. В забеге он уступил лишь действующему чемпиону мира на 800 метров Мохаммеду Аману и показал лучшее время среди участников, не попавших в финал — 1.47,11 (итоговое 7-е место). На командном чемпионате Европы занял 10-е место (1.49,08), но стал серебряным призёром в составе сборной. Летний чемпионат Европы в Цюрихе прошёл мимо Степана из-за крайне невысокого результата, показанного на национальном первенстве.
В 2015 году сольным бегом выиграл чемпионат России в помещении на 800 метров (1.47,92) и был включён в состав сборной России для участия в чемпионате Европы в помещении в Праге.

## Личная жизнь
Был женат на российской легкоатлетке Екатерине Завьяловой, бронзовой призёрке Олимпийских игр 2012 года в беге на 800 метров.

## Основные результаты
| Год  | Турнир                       | Место проведения     | Дисциплина       | Место       | Результат |
| ---- | ---------------------------- | -------------------- | ---------------- | ----------- | --------- |
| 2008 | Чемпионат России в помещении | Москва, Россия       | 800 м            | 22-е        | 1.51,14   |
| 2008 | Чемпионат России в помещении | Москва, Россия       | эстафета 4×800 м | 4-е         | 7.26,87   |
| 2008 | Чемпионат России             | Казань, Россия       | 800 м            | 22-е        | 1.50,56   |
| 2009 | Чемпионат России в помещении | Москва, Россия       | 800 м            | 3-е         | 1.49,38   |
| 2009 | Чемпионат России в помещении | Москва, Россия       | эстафета 4×800 м | 3-е         | 7.26,51   |
| 2009 | Командный чемпионат России   | Сочи, Россия         | 800 м            | 1-е         | 1.48,61   |
| 2009 | Командный чемпионат Европы   | Лейрия, Португалия   | 800 м            | 11-е        | 1.49,56   |
| 2009 | Чемпионат России             | Чебоксары, Россия    | 800 м            | 5-е         | 1.48,11   |
| 2010 | Чемпионат России в помещении | Москва, Россия       | 800 м            | 2-е         | 1.51,93   |
| 2010 | Чемпионат России в помещении | Москва, Россия       | эстафета 4×800 м | 2-е         | 7.27,36   |
| 2010 | Командный чемпионат России   | Сочи, Россия         | 800 м            | 3-е         | 1.48,07   |
| 2010 | Чемпионат России             | Саранск, Россия      | 800 м            | 10-е        | 1.49,62   |
| 2011 | Чемпионат России в помещении | Москва, Россия       | 800 м            | 2-е         | 1.47,49   |
| 2011 | Чемпионат России в помещении | Москва, Россия       | эстафета 4×800 м | 1-е         | 7.28,80   |
| 2011 | Чемпионат Европы в помещении | Париж, Франция       | 800 м            | 14-е (заб.) | 1.50,59   |
| 2011 | Командный чемпионат России   | Сочи, Россия         | 800 м            | 3-е         | 1.49,27   |
| 2011 | Чемпионат России             | Чебоксары, Россия    | 800 м            | 4-е         | 1.48,06   |
| 2012 | Чемпионат России в помещении | Москва, Россия       | 800 м            | 3-е         | 1.49,85   |
| 2012 | Чемпионат России в помещении | Москва, Россия       | эстафета 4×800 м | 1-е         | 7.23,62   |
| 2012 | Чемпионат России             | Чебоксары, Россия    | 800 м            | 7-е         | 1.50,13   |
| 2013 | Чемпионат России в помещении | Москва, Россия       | 800 м            | 16-е        | 1.50,40   |
| 2013 | Чемпионат России в помещении | Москва, Россия       | эстафета 4×800 м | 2-е         | 7.22,17   |
| 2013 | Чемпионат России             | Москва, Россия       | 800 м            | 2-е         | 1.47,30   |
| 2014 | Чемпионат России в помещении | Москва, Россия       | 800 м            | 1-е         | 1.46,53   |
| 2014 | Чемпионат мира в помещении   | Сопот, Польша        | 800 м            | 7-е (заб.)  | 1.47,11   |
| 2014 | Командный чемпионат России   | Адлер, Россия        | 800 м            | 1-е         | 1.47,29   |
| 2014 | Командный чемпионат Европы   | Брауншвейг, Германия | 800 м            | 10-е        | 1.49,08   |
| 2014 | Чемпионат России             | Казань, Россия       | 800 м            | 2-е         | 1.51,13   |
| 2015 | Чемпионат России в помещении | Москва, Россия       | 800 м            | 1-е         | 1.47,92   |